# ロバート・W・ポール
ロバート・W・ポール（ロバート・ウィリアム・ポール、Robert W. Paul、1869年10月3日 - 1943年3月28日）は、イギリス、イングランドの電気技師、科学機器製造業者であり、イギリスの映画の歴史における初期の先駆者である。

## 初期の経歴
ポールは、現在のインナー・ロンドン|に位置するハイベリーに生まれ、技術者としての機器製作の技能を、はじめは1804年創業のロンドンの機器製造会社エリオット・ブラザーズで、次いで、アントウェルペンのベル電話会社で学んだ。1891年、自身の機器製造会社ロバート・W・ポール・インストルメンタル・カンパニー (Robert W. Paul Instrument Company) を創業し、ロンドンのハットン・ガーデン44番地に工房を構え、後にはここに事務所を設けた。
1894年、2人のギリシャ人実業家が、入手してきたエジソンのキネトスコープを持ち込み、ポールに複製の制作を依頼してきた。当初、ポールはこの申し出を断ったが、その後、エジソンがイギリスではこの発明の特許をとっていなかったことを知って驚いた。ポールは、すぐさま自分でキネトスコープを購入し、分解するなどしてイングランド向けのバージョンをつくりあげた。ポールはこの製品を多数製作し、そのうちのひとつはジョルジュ・メリエスに提供された。
しかし、上映できるフィルムは、エジソンの機械のために制作されたものを複製した「海賊版」だけであった。これは、エジソンが撮影用のカメラの特許を取っており、その企業秘密の部分は厳重に守られていたためであったが、ポールは、このボトルネックを、自ら独自にカメラを制作することで乗り越えようと決意した。ポールは写真術の専門家で、現像工程においてフィルムを動かす装置を発明していたバート・エイカーズに紹介された。ポールは、エイカーズの原理がカメラにも応用できると考えたのである。こうして1895年3月に発明されたカメラは、「ポール＝エイカーズ・カメラ (Paul-Acres Camera)」と名付けられ、イングランドで製造された最初の動画撮影用カメラとなった。

## 映画技術の革新
ポールは、アールズ・コート・エキシビション・センターでキネトスコープ・パーラーを営業する許可を得て開業し、これが成功したことを受けて、動画をスクリーンに投映したいと考えるようになったが、これはエジソンが考えてもいなかったことであった。ポールとバート・エイカーズは、イングランド最初のカメラの発明者としての地位を共有していたが、ほどなくして両者の協力関係は解消され、フィルム・カメラと映写機の市場で、両者は競争関係に入った。
エイカーズは1896年1月14日に、イングランド初となる映写機を発表した。これに対してポールは、その直後の2月20日に、自身の開発した、より影響力が大きかった映写機シアトログラフ (Theatrograph) を公開した。奇しくもこの日付は、リュミエール兄弟の映画（シネマトグラフ）が、ロンドンで初めて上映された日であった。
1896年、ポールは、自ら開発した「マルチーズ・クロス・システム (Maltese cross system)」（マルタ十字になぞらえた名称）という間欠機構を用いた、イギリスにおける最初の、スクリーンへの映画投映の仕組みを発表した。これは、リュミエール兄弟による投映システムのイギリスへの到来と同じ時期のことであった。科学者たちのグループを対象とした試写の後、ポールは映写機とスタッフをレスター・スクウェアのアルハンブラ・ミュージックホールに提供するよう依頼され、1896年3月25日に、最初の劇場公開を行なった。このとき上映された作品の中には、漫画家でもある芸人トム・メリー（Tom Merry）（ウィリアム・ミーチャムの芸名）がドイツ帝国皇帝ヴィルヘルム2世の風刺画を描くという作品（1895年撮影）や、同じくビスマルク侯爵の風刺画を描くという作品（1895年撮影）などが取り上げられていた。メリーは、当時既に、ミュージックホールの演目に、こうした風刺画を素早く描いてみせるという芸を盛り込んでいた。（ちなみに、リュミエール作品の上演も、同じレスター・スクウェアのエンパイア・ミュージックホールで行なうと告知されていた。）ミュージックホールにおける、ポールのシアトログラフ の普及はイギリス全国に及び、イギリスにおける初期の映画人気を高めることになった。ポールの成功にあやかろうとする舞台芸人たちは数多く、自分の地元でウケるように自作の映画を作りたいと申し出るものもいた。こうして、 映画用のカメラ、映写機、その他の装置などを製造する事業所を、事務所やショールームから切り離した独立した施設として開設する必要が生じることとなった。
ポールは、可搬式カメラの分野でも、革新を続けた。1896年4月に製作された「Cinematograph Camera No. 1」は、逆回転が可能な最初のカメラであった。逆回転は、同じフィルムを何回も巻き戻して撮影することを可能にするために必要とされる機構であった。この機能によって、二重露光、多重露光が可能になったことには、重要な意味があった。この技術は、チャールズ・ディケンズの小説『クリスマス・キャロル』を映像化した最古の作品として知られているポールの1901年の映画『Scrooge, or, Marley's Ghost』にも用いられている。ジョルジュ・メリエスが最初に使用したカメラが、ポールの製造したものであったことも重要である。
1898年、ポールはイギリス最初の映画スタジオを設計し、ロンドン北部のマズウェル・ヒルに建設した。

## 後年の経歴
映画への関わりと並行して、ポールは元々の事業である、国際的にも評価されていた検流計「Unipivot」にも取り組み続けていた。ポールの機器は国際的にも高く評価され、1904年のセントルイス万国博覧会や、1910年のブリュッセル万国博覧会などで、金メダルを受賞した。第一次世界大戦が勃発すると、ポールは軍事関係の機器も手がけるようになり、初期の無線電信機器や、潜水艦の装備などを製造した。1919年12月、ケンブリッジ科学計器社は、規模は小さいながら経営的に成功していたロバート・W・ポール・インストルメンタル・カンパニーを合併した。同社は、1924年に公開会社ヘ移行した際に、社名を短縮してケンブリッジ計器 (Cambridge Instrument Co Ltd) となった。
ポールはその後も自作の映画を制作し続け、作品を直接販売したり、叢生した新興の映画配給会社を通して販売した。ポールは、極めて革新的な映画監督、カメラマンであり、クローズアップや場面転換のカッティングなど、様々な手法の先駆となった。しかし、様々な事業へのポールの関心は、やがて映画を押しのけるようになり、1910年という映画がまだ草創期の時点で、彼は映画から手を引いてしまった。それでも、彼の重要性は、同時代の人々に後々まで認識されており、しばしば「ダディ・ポール (Daddy Paul)」の愛称で言及された。
1994年、事前に何も知しらないままの全く偶然から、キネティック (Kinetic) という会社が、ハットン・ガーデン44番地の建物に入り、この建物をキネティック・ハウスと改称した（「Kinetic」はギリシア語に由来し、英語で「運動の」を意味する形容詞で、映画を意味する「シネマ (cinema)」などと縁語である）。1999年、イギリスの映画産業界は、ポールの業績を讃え、映画産業関係者や組合関係者、サミュエルソン卿らが立ち会って、この建物にプラークを設置した。

## フィルモグラフィ
- The Derby (1895)
- Footpads (1895)
- The Oxford and Cambridge University Boat Race (1895)
- Rough Sea at Dover (1895)
- Blackfriars Bridge (1896)
- ボクシング・カンガルー (1896)
- Comic Costume Race (1896)
- A Sea Cave Near Lisbon (1896)
- The Soldier's Courtship (1896)
- The Twins' Tea Party (1896)
- Two A.M.; or, the Husband's Return (1896)
- Robbery (1897)
- Come Along, Do! (1898)
- A Switchback Railway (1898)
- Tommy Atkins in the Park (1898)
- The Miser's Doom (1899)
- Upside Down; or, the Human Flies (1899)
- Army Life; or, How Soldiers Are Made (1900)
- Chinese Magic (1900)
- Hindoo Jugglers (1900)
- A Railway Collision (1900)
- Artistic Creation (1901)
- Cheese Mites; or, Lilliputians in a London Restaurant (1901)
- The Countryman and the Cinematograph (1901)
- The Devil in the Studio (1901)
- The Haunted Curiosity Shop (1901)
- The Magic Sword (1901)
- An Over-Incubated Baby (1901)
- Scrooge, or, Marley's Ghost (1901)
- Undressing Extraordinary (1901)
- The Waif and the Wizard (1901)
- The Extraordinary Waiter (1902)
- A Chess Dispute (1903)
- Extraordinary Cab Accident (1903)
- The Voyage of the Arctic (1903)
- The Unfortunate Policeman (1905)
- The '?' Motorist (1906)
- Is Spiritualism A Fraud? (1906)